# Ringvägen, Saltsjöbaden

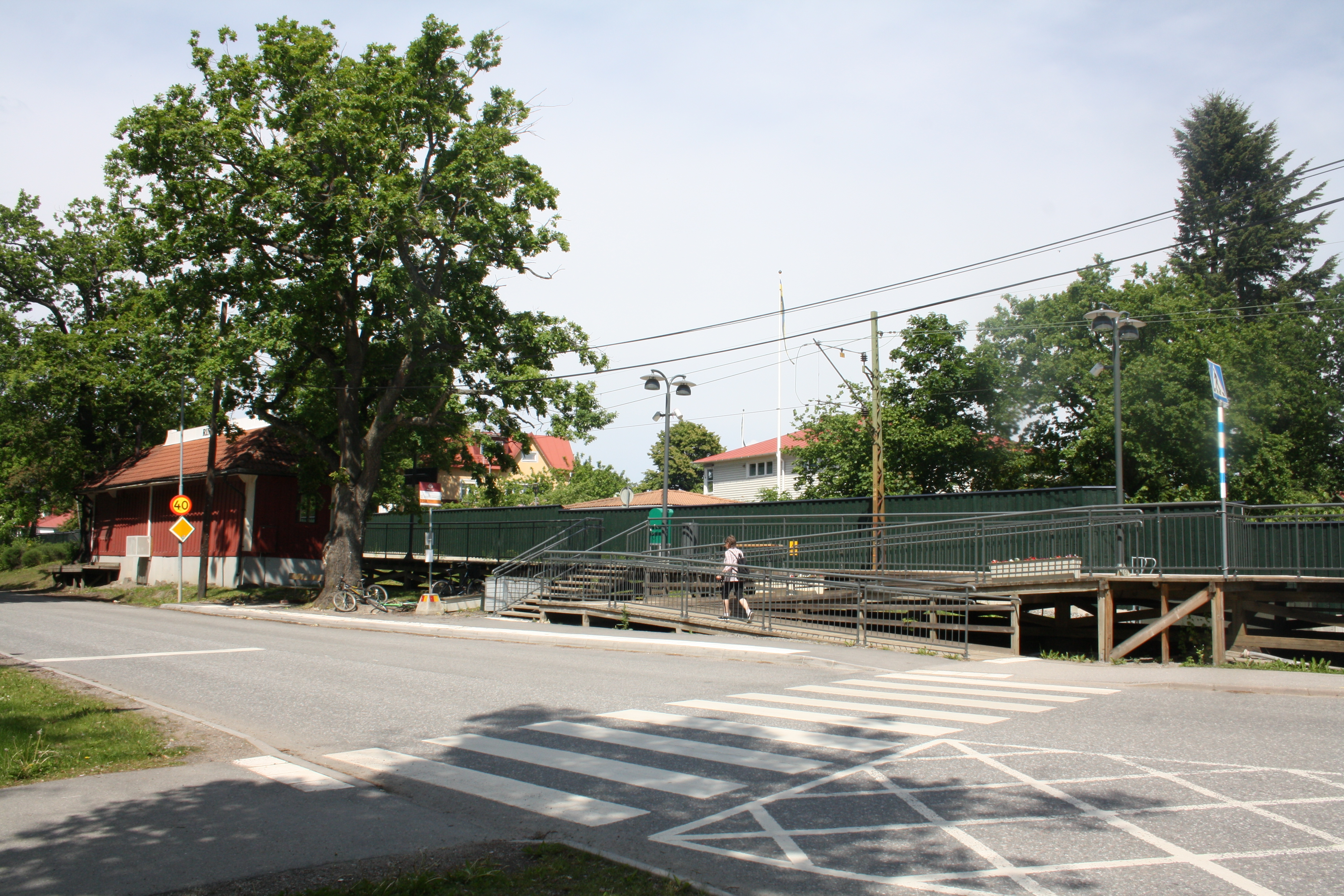
Station Ringvägen, 2017.

Ringvägen är en gata i Saltsjöbaden, Nacka kommun, Stockholms län. Gatan var bland de första som anlades omkring 1892 i den nya bad- och villaförorten Saltsjöbaden. Ringvägen är även namnet på en hållplats för Saltsjöbanan. 

## Historik
När Saltsjöbaden började planeras 1891 var området ett väglöst land. Till en början existerade bara några skogsvägar till och från godset Erstavik, som ägde marken tidigare. 1892 utkom en första tomtkarta över Neglingeön med ett enkelt vägnät som huvudsakligen bestod av en ringväg (dagens Ringvägen) runt ön och en sjöpromenad (dagens Saltsjöpromenaden) framför blivande Grand Hôtel vid Baggensfjärden. På första officielle stadsplanen från 1912 delades Ringvägen upp i en Östra  och en Västra Ringvägen.

## Byggnader vid Ringvägen

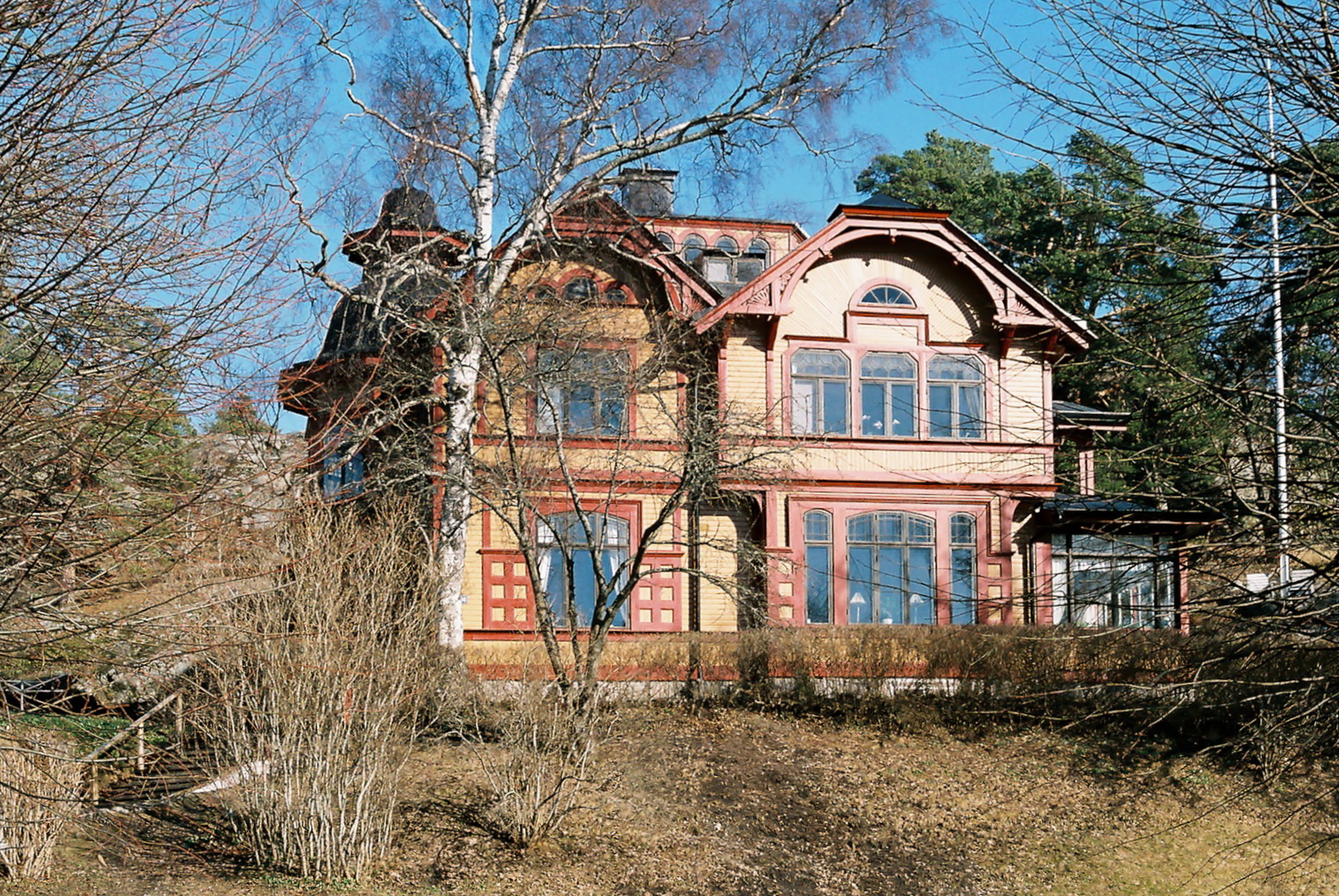
Sjuvilla nr 2, Ringvägen 26.

Längs med Ringvägen fanns de mest attraktiva villatomterna och här uppfördes även de första sommarvillorna. Av dem är fortfarande några bevarade som idag utgör en representativ överblick över Gamla Saltsjöbadens villor.
I kronologisk ordning:
- Villa Bikupan (1892)
- Grünewaldvillan (1893)
- Sjuvillorna (1896-97)
- Villa Skärtofta (1897) idag en del av hotellanläggningen Vår Gård
- Villa Möller (1898)
- Tammska villan (1903)